# CP série 1100
La  Série 1100 est une série de locomotives diesel-électrique fabriquées par la compagnie Caterpillar.